# Compagnia della Morte
La Compagnia della Morte sarebbe stata, secondo la leggenda e la letteratura storica, un'unità militare di cavalieri arruolata, organizzata ed equipaggiata dal condottiero Alberto da Giussano. Sarebbe stata decisiva durante la battaglia di Legnano (29 maggio 1176) in quanto avrebbe difeso fino allo stremo il Carroccio della Lega Lombarda contro l'esercito imperiale di Federico Barbarossa.
Deve il suo nome al giuramento che avrebbero fatto i suoi componenti, che prevedeva la lotta fino all'ultimo sangue senza mai abbassare le armi. Uno studio storico sostiene che Alberto da Giussano e la Compagnia della Morte non siano mai esistiti.

## Storia

### La leggenda

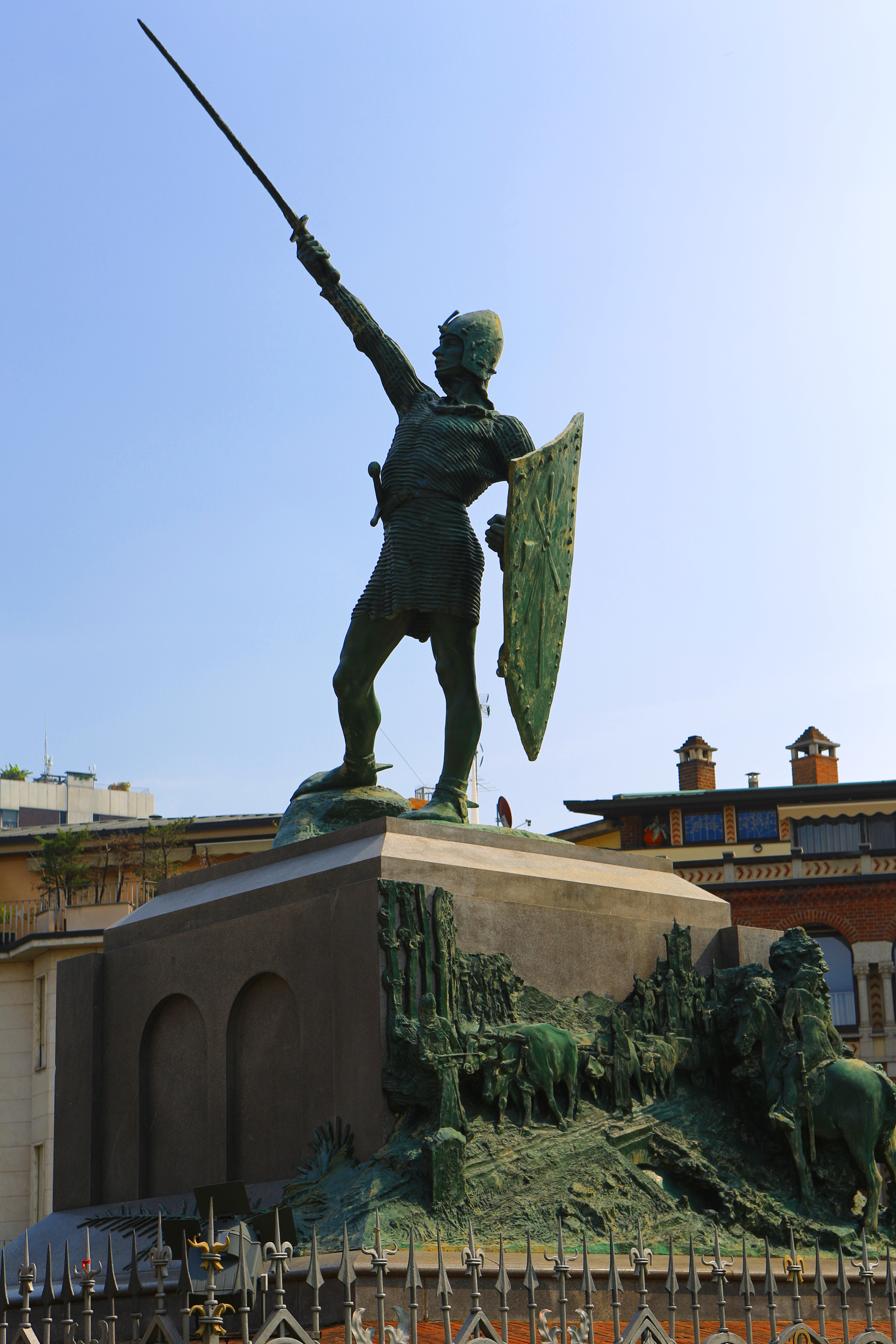
Il Monumento al Guerriero di Legnano, spesso erroneamente associato ad Alberto da Giussano

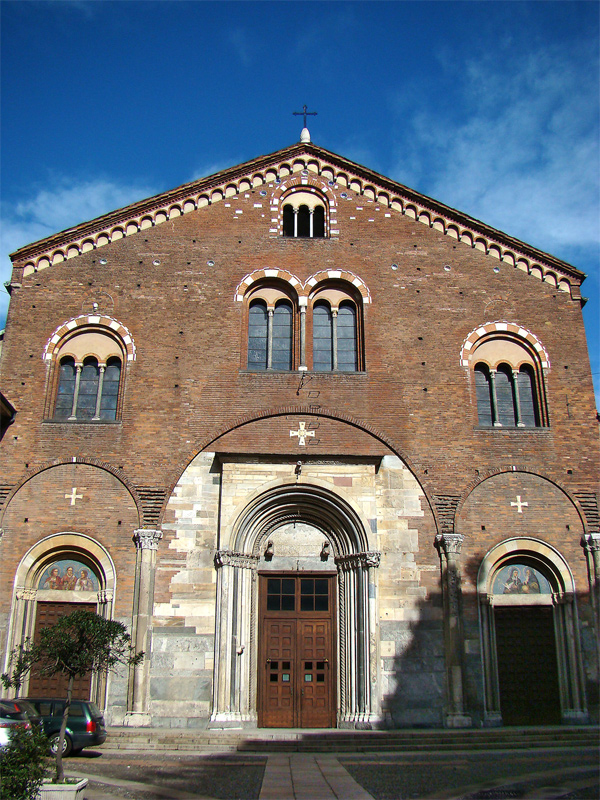
Basilica di San Simpliciano, Milano

In base a una leggenda riportata per la prima volta dal cronista trecentesco Galvano Fiamma, che scriveva 150 anni dopo la battaglia di Legnano, la Compagnia della Morte era formata da 900 cavalieri. Doveva il suo nome al giuramento che fecero i suoi componenti, che prevedeva la lotta fino all'ultimo respiro senza mai abbassare le armi. Secondo Galvano Fiamma la Compagnia della Morte difese fino allo stremo il Carroccio per poi effettuare, nelle fasi finali della battaglia di Legnano, una carica contro l'esercito imperiale di Federico Barbarossa.
Alberto da Giussano avrebbe arruolato la Compagnia della Morte principalmente nel bresciano e, più in generale, nelle zone orientali della Lombardia, che meno avevano contribuito con fanterie e salmerie per l'imminente battaglia. Secondo i racconti di Galvano Fiamma, Alberto da Giussano era assistito dai fratelli Ottone e Raniero.
Da uno stralcio della Chronica Galvanica di Galvano Fiamma possiamo leggere:
(Galvano Fiamma, Chronica Galvanica cap. 291 f. 81v)
Mentre, su un altro stralcio della stessa opera, questa volta incentrato sulla battaglia di Legnano, possiamo leggere che:
(Galvano Fiamma, Chronica Galvanica cap. 294 f. 82v)
I resoconti di Fiamma andrebbero presi però con il beneficio del dubbio dato che nei suoi scritti sono presenti imprecisioni, errori e fatti leggendari. Per quanto concerne questi ultimi, Galvano Fiamma riporta infatti che un certo "prete Leone" sarebbe stato testimone, durante la battaglia di Legnano, dell'uscita di tre colombe dalle sepolture dei santi Sisinnio, Martirio e Alessandro (i cosiddetti "santi Martiri", commemorati proprio il 29 maggio) alla basilica di San Simpliciano di Milano. Durante lo scontro tra i due eserciti, i tre uccelli prima si posarono sul Carroccio determinando la fuga del Barbarossa e poi, intimoriti dai furibondi combattimenti, si ripararono in una zona boscosa della località San Bernardino a Legnano. Nelle cronache di Galvano Fiamma è anche specificato il fatto che le compagnie militari che difesero il Carroccio fossero tre. La prima era la Compagnia della Morte, i cui 900 cavalieri erano dotati di un anello d'oro; la seconda compagnia era invece composta da 300 popolani a guardia del Carroccio, mentre la terza sarebbe stata formata da 300 carri falcati, ognuno dei quali era guidato da dieci guerrieri.

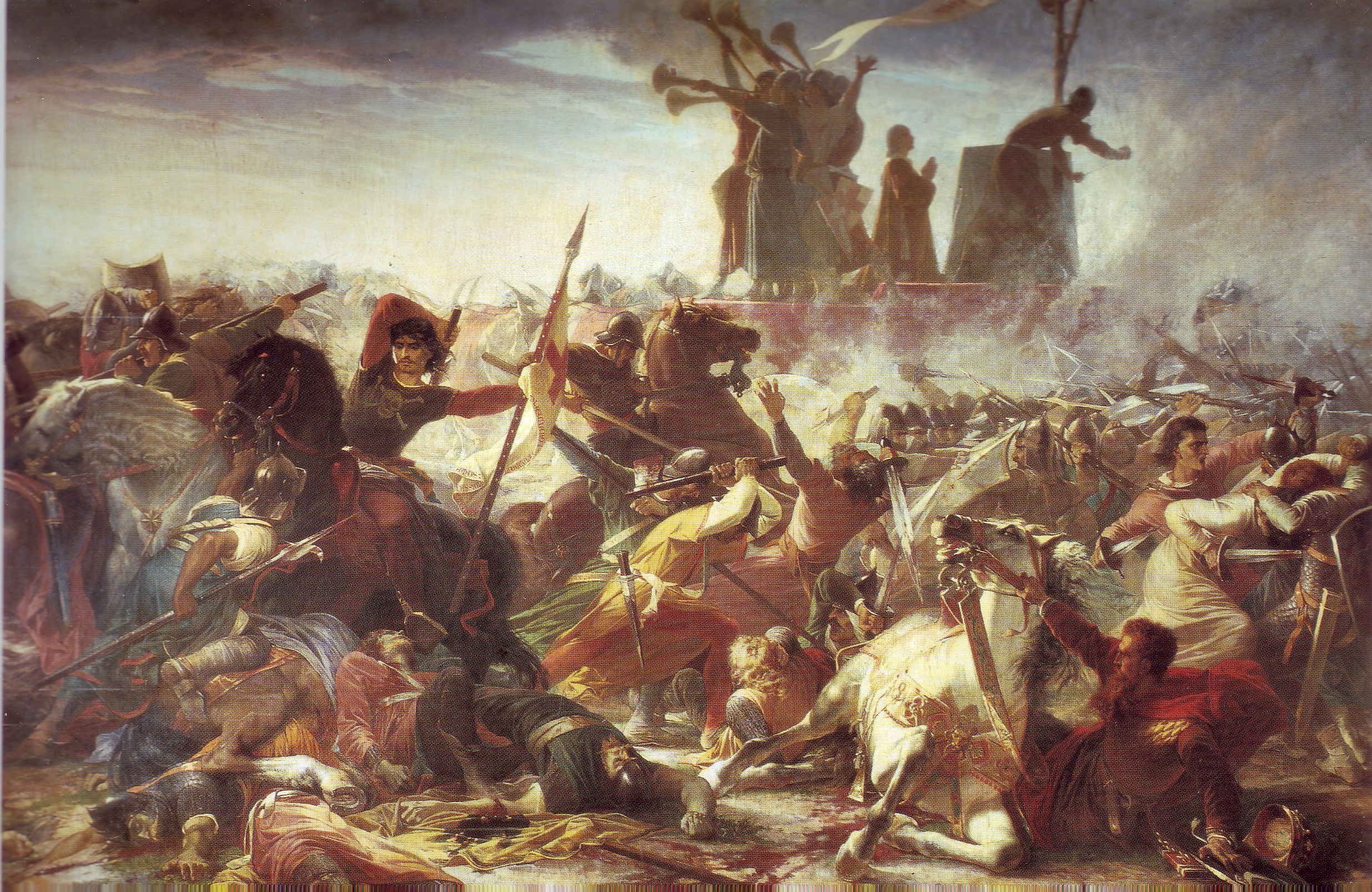
La battaglia di Legnano in un dipinto di Amos Cassioli

Da queste affermazioni si può indubbiamente dedurre l'infondatezza dei racconti di Galvano Fiamma: è infatti inverosimile che la battaglia di Legnano sia stata vinta dalla Lega Lombarda grazie a tre colombe che misero in fuga il Barbarossa, e pare impossibile che prete Leone abbia visto l'intero itinerario dei tre uccelli dalle tombe dei santi a Milano fino a Legnano. Inoltre sembra difficile il fatto che Milano, durante la situazione di ristrettezze economiche causata dalla guerra, avesse fornito ben 900 anelli d'oro ai cavalieri. In aggiunta pare altrettanto strano che le altre cronache dell'epoca non ricordino né la presenza di 300 carri falcati, che sarebbe stato un evento molto particolare senz'altro degno di nota, né Alberto da Giussano né le tre compagnie militari.
Galvano Fiamma, infine, nei suoi resoconti, menziona il toponimo storpiato di "Carate" in luogo di Cairate (dove il Barbarossa, effettivamente, alloggiò la notte prima della battaglia di Legnano) e afferma che gli scontri tra il Barbarossa e la Lega Lombarda siano stati ben due, una a "Carate" (1176) e il secondo tra Legnano e Dairago (29 maggio 1177), inventando quindi un'immaginaria battaglia di "Carate" e spostando lo scontro di Legnano all'anno successivo.
Ciò avvalora la tesi che questi fatti riferiti, in realtà, non siano altro che delle invenzioni di Galvano. Il fatto che Alberto da Giussano e la Compagnia della Morte non siano mai esistiti è stato poi comprovato da molte analisi storiche che si sono svolte nei secoli seguenti.
Il motivo dell'invenzione, da parte di Galvano Fiamma, della figura di Alberto da Giussano e di quella della Compagnia della Morte risiede presumibilmente nel tentativo di fornire alla Lega Lombarda delle figure dai connotati eroici ed epici che facessero da contraltare a quella del Barbarossa.
Il monumento al Guerriero di Legnano, che è presente nella città del Carroccio e che è dedicato ad un combattente dell'omonima battaglia tra la Lega Lombarda e il Barbarossa, è spesso erroneamente associato ad Alberto da Giussano. La statua rappresenta un soldato in una posa poi diventata famosa, con lo scudo nella mano sinistra e la spada alzata nella destra in modo da simboleggiare il giubilo per la fine della battaglia di Legnano e per la sconfitta di Federico Barbarossa.

### I fatti storici

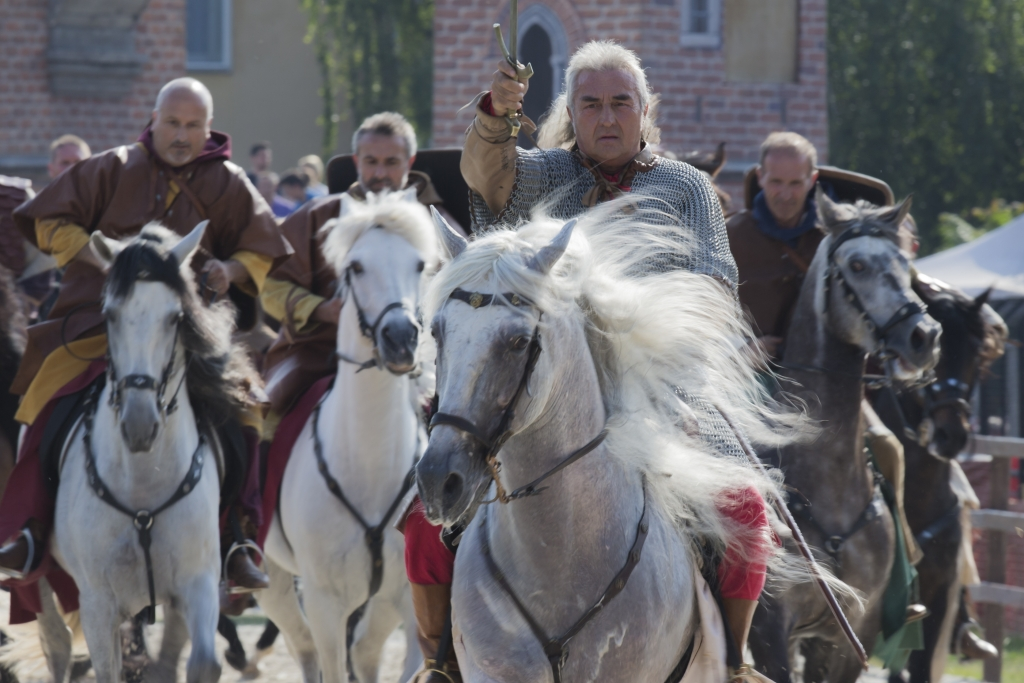
La Compagnia della Morte capitanata da Alberto da Giussano che si appresta a effettuare la carica al palio di Legnano 2014

In base invece alle fonti storiche, l'eroica e decisiva resistenza intorno al Carroccio fu compiuta dalla fanteria comunale, che permise alla restante parte dell'esercito della Lega Lombarda, in realtà capitanata da Guido da Landriano, di sopraggiungere da Milano e di sconfiggere Federico Barbarossa nel celebre scontro di Legnano. Il Carroccio, in particolare, fu posizionato sul bordo di un ripido pendio fiancheggiante il fiume Olona, così che la cavalleria imperiale, il cui arrivo era previsto lungo il corso del fiume, sarebbe stata obbligata ad assalire il centro dell'esercito della Lega Lombarda risalendo la scarpata. Il Barbarossa sarebbe stato quindi obbligato ad assalire l'esercito comunale in una situazione di svantaggio, dato che avrebbe dovuto attaccare dal basso risalendo tale avvallamento.
Considerando le fasi dello scontro, questo potrebbe significare che la famosa battaglia potrebbe essere stata combattuta anche su parte del territorio ora appartenente al comune di San Giorgio su Legnano in prossimità del quartiere di Legnano "costa di San Giorgio", oppure sul territorio dell'odierno quartiere San Martino a Legnano, non essendo individuabile, in altre parti della zona, un avvallamento con queste caratteristiche. L'esercito del Barbarossa arrivò poi dalla parte opposta, da Borsano: ciò obbligò i fanti comunali a resistere intorno al Carroccio, visto che avevano la strada di fuga sbarrata dal fiume Olona, che avevano alle spalle.

## Rievocazioni
Dei figuranti che interpretano Alberto da Giussano e i componenti della Compagnia della Morte partecipano alla sfilata storica del Palio di Legnano. In seguito, questi figuranti, allo stadio cittadino, prima della corsa ippica, ripropongono la carica che, secondo la leggenda, fu fatta da Alberto da Giussano e dalla Compagnia della Morte nelle fasi conclusive della battaglia di Legnano.

### Esplicative
1. ↑  Chiamata Societas de la Morth da Galvano Fiamma nella sua opera Chronicon maius (ed. Ceruti, p. 718). Cfr. anche  ALBERTO da Giussano, in Dizionario biografico degli italiani, Roma, Istituto dell'Enciclopedia Italiana.

### Bibliografiche
1. 1 2 3 4 5  Grillo, p. 153.
2. 1 2 3  Grillo, p. 155.
3. 1 2 3 4 5  D'Ilario, 1976, p. 80.
4. ↑  Grillo, p. 154.
5. 1 2 3  Gianazza, p. 12.
6. 1 2 3 4 5 6  Marinoni, p. 38.
7. ↑   Alberto da Giussano, in Dizionario biografico degli italiani, Roma, Istituto dell'Enciclopedia Italiana.
8. 1 2   ALBERTO da Giussano, in Enciclopedia Italiana, Roma, Istituto dell'Enciclopedia Italiana.
9. 1 2  D'Ilario, 1984, p. 31.
10. 1 2   Alberto da Giussano tra realtà e mito, su centrostudilaruna.it. URL consultato il 31 maggio 2015.
11. ↑  Percivaldi, p. 177.
12. 1 2  Gianazza, p. 14.
13. 1 2  D'Ilario, 1976, p. 81.
14. ↑  Grillo, pp. 154-155.
15. 1 2   Enrico Butti, su scultura-italiana.com. URL consultato il 16 ottobre 2014 (archiviato dall'url originale il 9 ottobre 2014).
16. ↑  D'Ilario, 1984, p. 28.
17. ↑  Ferrarini, p. 130.
18. 1 2 3  D'Ilario, 1984, p. 233.
19. ↑  Percivaldi, p. 8.
20. 1 2  Marinoni, p. 39.
21. ↑   Sfilata storica, su paliodilegnano.it. URL consultato il 29 maggio 2015.
22. ↑   Palio di Legnano 2015 - 1176 emozioni, una sola battaglia, su cittametropolitana.mi.it. URL consultato il 29 maggio 2015 (archiviato dall'url originale l'8 aprile 2016).